# Adam Webster
Adam Harry Webster (West Wittering, 4 januari 1995) is een Engels voetballer die doorgaans als centrale verdediger speelt. Hij tekende in augustus 2019 bij Brighton & Hove Albion, dat hem overnam van Bristol City.

## Clubcarrière

### Lagere divisies
Webster werd op twaalfjarige leeftijd opgenomen in de jeugdopleiding van Portsmouth. Hij debuteerde in januari 2012 op zeventienjarige leeftijd in het eerste team, tijdens een wedstrijd in de Championship tegen West Ham United. Hij viel na 75 minuten in voor rechtsback Greg Halford. Het seizoen erna brak Webster door als centrale verdediger. Portsmouth speelde toen inmiddels in de League One en degradeerde dat jaar voor de tweede keer op rij, naar de League Two. Webster speelde het grootste gedeelte van 2013/14 vervolgens op huurbasis bij Aldershot Town, in de Conference Premier. Na zijn terugkeer werd hij een vast selectielid bij Portsmouth en in 2016/17 een vaste basisspeler.
Webster verruilde Portsmouth in juli 2016 voor Ipswich Town. Hiermee maakte hij een opstap van de League Two naar de Championship. Coach Mick McCarthy maakte hem niettemin meteen basisspeler. Dat bleef hij ook tot een enkelblessure in januari 2017 hem een kleine vier maanden tot rust dwong. Na zijn herstel heroverde hij zijn positie. Webster verhuisde in juli 2018 naar Bristol City. Hiervoor speelde hij in 2018/19 in 44 van de 46 speelronden in de Championship.

### Brighton & Hove Albion
Webster tekende in augustus 2019 bij Brighton & Hove Albion, dat circa €22.000.000,- voor hem betaalde aan Bristol City. Daarmee was hij de duurste aankoop ooit voor die club. Voor Webster betekende het promotie naar de Premier League. Hij moest de eerste drie speelronden van seizoen 2019/20 van begin tot eind toekijken en maakte op 31 augustus 2019 zijn debuut, uit bij Manchester City. Coach Graham Potter zette hem toen in de basis en liet hem daarna vrijwel heel het seizoen staan. Brighton & Hove vocht al een paar seizoenen voor behoud in de Premier League en bleef dat ook in 2019/20 en 2020/21 doen. Webster en zijn ploeggenoten schoven in 2021/22 op naar de middenmoot en kwalificeerden zich in seizoen 2022/23 voor het eerst in de clubgeschiedenis voor Europees voetbal. Door een zesde plaats in de Premier League plaatsten ze zich rechtstreeks voor de groepsfase van de Europa League.

## Interlandcarrière
Webster maakte deel uit van Engeland –18 en Engeland –19. Hij speelde met geen van beide teams op een eindtoernooi.
1 Verbruggen ·
2 Lamptey ·
3 Igor ·
4 Webster ·
5 Dunk  ·
6 Milner ·
7 March ·
8 Gruda ·
9 João Pedro ·
11 Adingra ·
14 Rutter ·
17 Minteh ·
18 Welbeck ·
20 Baleba ·
22 Mitoma ·
23 Steele ·
24 Kadıoğlu ·
25 Gómez ·
26 Ayari ·
27 Wieffer ·
29 Van Hecke ·
30 Estupiñán ·
33 O'Riley ·
34 Veltman ·
39 Rushworth ·
41 Hinshelwood ·
Coach: Hürzeler